# 1996년 하계 올림픽 복싱
제26회 하계 올림픽 복싱 경기는 1996년 7월 20일부터 8월 4일까지 미국 애틀랜타에서 열렸다.

## 예선
다음은 1996년 하계 올림픽 복싱 예선이다.
| 대회                   | 날짜                      | 개최지                      |
| ---------------------- | ------------------------- | --------------------------- |
| 아시아 선수권 대회     | 1995년 10월 1일 ~ 8일     | 우즈베키스탄 타슈켄트       |
| 유럽 선수권 대회       | 1996년 3월 30일 ~ 4월 7일 | 덴마크 베일레               |
| 올아프리칸 게임        | 1995년 9월 13일 ~ 23일    | 짐바브웨 하라레             |
| 아프리카 예선          | 1996년 4월/5월            | ?                           |
| 오세아니아 예선        | 1995년 10월               | 통가 누쿠알로파             |
| 팬아메리칸 게임        | 1995년 3월 11일 ~ 27일    | 아르헨티나 마르 델 플라타   |
| 중앙 아메리카 예선     | 1996년 2월                | 푸에르토리코 구아이나보     |
| 북아메리카 예선        | 1996년 4월                | 캐나다 핼리팩스             |
| 남아메리카 선수권 대회 |                           | 아르헨티나 부에노스아이레스 |
| 아시아 예선            | 1996년 4월 19일 ~ 20일    | 필리핀 파사이               |